# متغذ بالترشيح

Krill feeding under high عوالق نباتية concentration (slowed down by a factor of 12)

المتغذيات بالترشيح (بالإنجليزية: Filter feeders)‏ هي مجموعة فرعية من الحيوانات المتوقفة عن الطعام (لا تتغدى بالأكل) والتي تتغذى عن طريق تصفية المحتويات العالقة في المياه بطرق مختلفة، وبعض الحيوانات التي تستخدم هذه الطريقة للتغذي مثل : المحار،الكريل،الإسفنج، الحوت البالي، وبعض الأسماك (بما فيها بعض أنواع القروش)،وبعض الطيور.
وتلعب آكلات العوالق دور مهم في تصفية المياه فبتالي هي جزء كبير من هندسة البيئة، وهي أيضاً أكثر عرضة للتراكم البيولوجي وتعد مؤشر حيوي لمدى تلوث البيئة.

## معرض صور

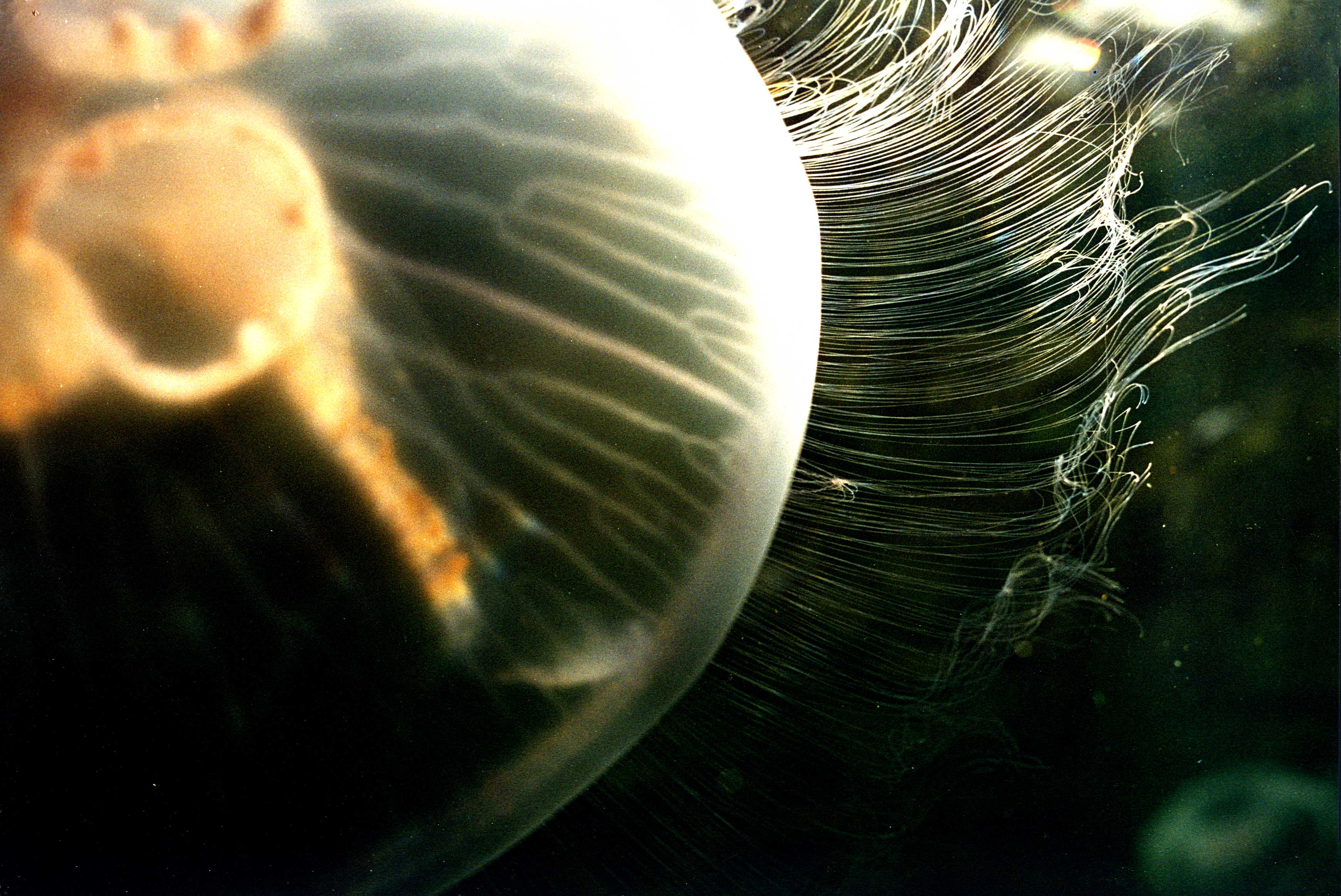
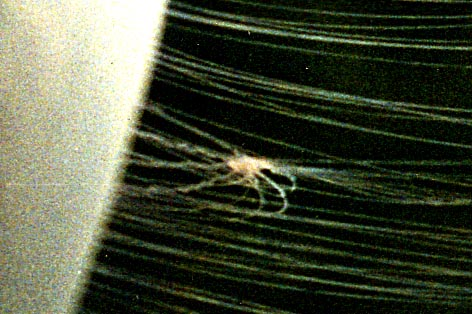
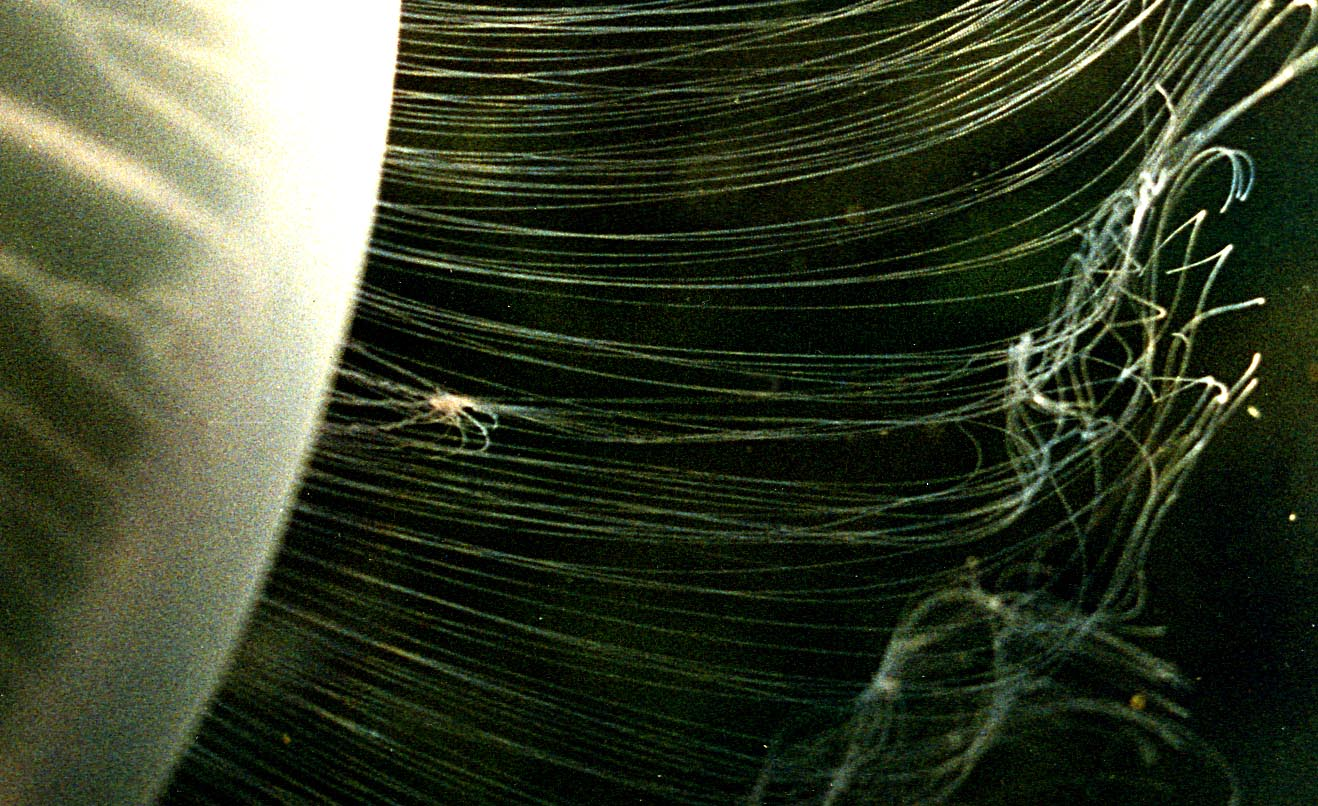

## روابط خارجية
- Filter feeder of krill
- Mussel Watch Programme